# Ernst Petermann (Unterhaltungskünstler)

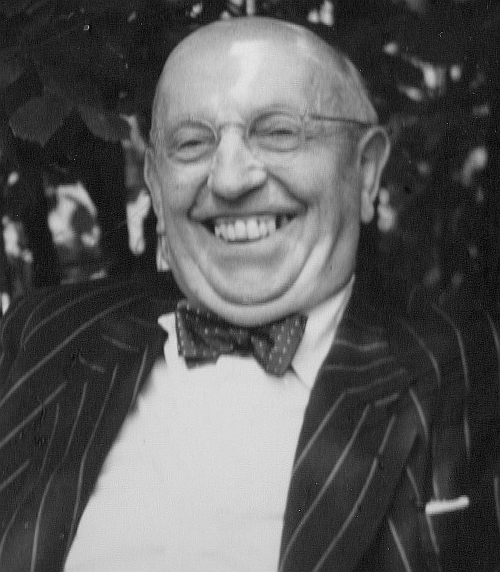
Ernst Petermann

Ernst Petermann (* 13. Mai 1889 in Berlin; † 3. Mai 1970 in Frankfurt am Main) war ein deutscher
Schriftsteller, Humorist und Unterhaltungskünstler.

## Leben
Ernst Petermann wurde am 13. Mai 1889 in Berlin, nahe beim Alexanderplatz, geboren. Er absolvierte eine kaufmännische Lehre bei der Deutschen Landwirtschafts-Gesellschaft und wurde Beamter. Später arbeitete er als Redaktionssekretär bei der Union Deutsche Verlagsgesellschaft. Als Original-Humorist mit selbstverfaßten Vorträgen debütierte er schon vor dem Ersten Weltkrieg.
Petermann führte auch den Künstlernamen Ernst Pethke.
In den 1920er- und 30er-Jahren arbeitete Petermann in Berlin als Schriftsteller, Dramatiker und Vortragskünstler, sowie als Conférencier am Rundfunk. Als Sänger, der gelegentlich auch einmal auf den Spuren des legendären Otto Reutter wandelte, nahm er Schallplatten bei der Deutschen Grammophon und bei Lindströms Gloria-Etikett auf, unter anderem mit dem Orchester Otto Kermbach und dem Heyn-Quartett. Als Schlagertexter arbeitete er mit Komponisten wie Emil Palm, Otto Rathke und Joseph Snaga, nach 1945 dann mit Raymund Müller-Marc, Hans-Arno Simon und anderen zusammen.
Petermann, der als Schauspieler so ziemlich alle deutschen Dialekte beherrschte, wechselte zwischen Varieté, Theater und Kabarett hin und her. In Berlin ist er an nahezu allen großen Häusern wie Apollo-Theater, Palast am Zoo, Faun in der Friedrichstadt und Wintergarten aufgetreten. Vorträge wie Frau Kuhlickes Ermahnungen..., Dann wird es Frühling in Berlin oder Ein Berliner Wochenmarkt zeichnen unverkennbar Lokalkolorit. Überaus populär gemacht hat ihn sein Vortragsstück Deutsche Heimat, eine Rundreise durch die deutsche Mundarten-Landschaft, das er auf Grammophonplatte verewigt hat.
Noch in den 1950er Jahren verfasste er lustige Lieder; viele seiner Texte wurden im IRIS-Verlag Recklinghausen veröffentlicht.
Ernst Petermann verstarb am 3. Mai 1970 in Frankfurt a. M. im Alter von 81 Jahren.

## Werke (Auswahl)

### Humoristische Vorträge
- Ach wie fein wird’s in hundert Jahren sein
- Die Gratulanten (Musik: Otto Rathke)
- Ein Berliner Wochenmarkt
- Gänsepreiskegeln im Kegelclub „Einsame Ratze“ (Musik: Joseph Snaga)
- Juchhe! Sylvester (Musik: Joseph Snaga)
- Lass’ dir Zeit
- Was mir mein Friseur erzählt

### Liedertexte
- Arm in Arm mit Dir (Musik: Emil Palm, [Neudr.] Bonn 1949)
- Der kleine Eskimo (Musik: Emil Palm, [Neudr.] Bonn 1949)
- Es muß ja doch nicht immer der Mai sein! (Musik: Helmut Terpe, Berlin 1951)
- Heutʹ brauchen wir nicht auf die Uhr zu sehʹn: Walzerlied (Musik: Raymund Müller-Marc, Iris-Verlag, Recklinghausen 1951)
- Kater-Bummel (Musik: Erich Börschel, Wiesbaden 1952)
- Der alte Rübezahl (Musik: Willi Reisberger, Berlin 1953)
- Die Spaghetti-Betty (Musik: Raymund Müller-Marc, Helbling 1953)
- Einmal kommt im Leben Trost (Berlin, Bock 1953)
- Hast du erst einmal A gesagt (Musik: Raymund Müller-Marc, Animato-Verlag Frankfurt 1953)
- Heimat, deine Lieder (Musik: Hans-Joachim Grossmann, Berlin, Bock 1953)
- Unter einem blühenden Apfelbaum am Bodensee … (Musik: Hans-Arno Simon, Helbling 1953)
- Hunderttausend Herzen schlagen (Musik: Hans Berry, Ed. Canzonetta, München 1954)
- Links geht der Ferdinand und rechts Luise (Pegasus 1919, Benjamin 1954)
- Wenn der erste Schnee vom Himmel fällt (Musik: Raymund Müller-Marc West-Ton-Verlag, Köln 1954)
- In der kleinen Laube … (Musik: Emil Palm, Berlin 1956)
- Lob der Glatze - Foxtrot Moderato, (Musik: Emil Palm 1956)
- Heutʹ wollʹn wir lustig sein! (Musik: Heinz R. Werner, Berlin 1958)
- Deutsch sein, heisst treu sein (Musik: Emil Palm)[12]

### Text-Sammlungen
a) als “Ernst Pethke”:
- Spaß muß sein! Berlin, Gustav Richter Theaterverlag, 1912, ²1920

b) als “Ernst Petermann”:
- Petermann plaudert. Eine Sammlung der beliebtesten Vorträge, Plaudereien, Anekdoten und Gedichte. Band 1: Tagein – Tagaus. Verlag G. Danner, Mühlhausen 1938
- Petermann plaudert. Eine Sammlung der beliebtesten Vorträge, Plaudereien, Anekdoten und Gedichte, Band 2: Fröhliche Wochenschau, Verlag G. Danner, Mühlhausen 1940.
- Der vergnügte Petermann. Eine Sammlung der erfolgreichsten Vorträge, Plaudereien und Gedichte, Wiesbaden, Wilh. Gebauer Verlag, vor 1953

### Tondokumente (Auswahl)
- Juchhe Sylvester I u. II (Ernst Petermann, mit Ensemble, Grammophon 21 121 (794 1/2 bd, 795 172 bd))
- Gänsepreiskegeln I u. II (Ernst Petermann, mit Ensemble, Grammophon 21 620 (1225 1/2 bd, 1226 1/2 bd))
- Ein Berliner Wochenmarkt I u. II (Ernst Petermann, mit Ensemble, Grammophon 21 746 (812 1/2 br, 813 3/4 br))

- Das ist das Eigenartige bei der Frau (Gesang: Ernst Petermann mit Orchesterbegleitung. Grammophon 22 045 / B 46 879)
- Ich kann mir nicht helfen, schön ist das nicht (Gesang: Ernst Petermann mit Orchesterbegleitung. Grammophon 22 045 / B 46 880)
- Dann wird´s Frühling in Berlin (Gesang: Ernst Petermann, Grammophon 22 046 / B 46 881)
- Was ich sein und was ich nicht sein möchte (Gesang: Ernst Petermann, Grammophon 22 046 / B 46 882)
- Deutsche Heimat I und II (Gesang: Ernst Petermann, Gloria G.O.13 287 (mx. Bi 1862 u. 1863))